# Cyclopentadiène
Le cyclopentadiène ou cyclopenta-1,3-diène est un hydrocarbure cyclique de formule C5H6. 
Il forme facilement des anions cyclopentadiénure C5H5− (Cp) grâce à leur stabilisation par aromaticité. Cet anion est très utilisé en chimie des complexes organométalliques et forme notamment des complexes dits « sandwich » où un cation central est entouré par deux anions parallèles. Le cyclopentadiène est le plus simple des diènes cycliques après le cyclobutadiène.

## Utilisation au laboratoire
Le cyclopentadiène n'est pas stable à température ambiante, car il réagit selon la réaction de Diels-Alder avec lui-même pour former le dicyclopentadiène. Il est donc nécessaire de le distiller avant utilisation.
Il n'est pas soluble dans l'eau, mais l'est dans l'acétone, le disulfure de carbone, l'aniline, l'acide acétique[réf. nécessaire]... Cette molécule est de plus miscible avec, par exemple, l'éthanol, l'éther ou encore le benzène.
Il faut y faire attention car il peut être légèrement toxique.